# Ракель, Денис
Дени́с Ра́кель (латыш. Deniss Rakels; род. 20 августа 1992, Екабпилс, Латвия) — латвийский футболист, нападающий польского клуба «Хутник». Выступал в сборной Латвии.

## Биография

### Клубная карьера
Родился 20 августа 1992 года в латвийском городе Екабпилс и является воспитанником местного футбола. В 2007 году перешёл в молодёжную команду «Металлурга» из Лиепаи. С 2009 года начал выступать за основную команду клуба и в первый же сезон на взрослом уровне стал чемпионом Латвии. В 2010 году продолжил выступать за «Металлург» и по итогам сезона стал лучшим бомбардиром Высшей лиги вместе с бразильцем Натаном Жуниором, забив по 18 голов.
Зимой 2011 года подписал контракт с польским клубом «Заглембе», в оставшейся части сезона 2010/2011 сыграл за команду 4 матча в польской Экстракласе. Летом 2011 года был отдан в аренду на два сезона в клуб Первой лиги Польши «Катовице». Вернувшись из аренды, сыграл ещё 5 матчей за «Заглембе», но так и не смог стать основным игроком команды и 15 января 2014 года был продан в клуб «Краковия», где провёл два года. В январе 2016 года подписал контракт с английским «Редингом», за который сыграл 14 матчей и забил 3 гола в английском Чемпионшипе. В сезоне 2017/18 на правах аренды выступал за польские клубы «Лех» и «Краковия».
После окончания контракта с «Редингом», Ракель вернулся в Латвию, где за полгода стал чемпионом и обладателем Кубка страны в составе клуба «Рига». После окончания сезона в Латвии, подписал контракт с кипрским «Пафосом».
В 2021 году перешел в латвийский клуб РФС.

### Карьера в сборной
За основную сборную Латвии дебютировал летом 2010 года, сыграв в двух матчах в рамках Балтийского кубка. Однако на регулярной основе стал приглашаться в сборную только с 2013 года. В 2018 году принял участие во всех шести матчах сборной в Лиге наций УЕФА, а также отметился голом в ворота сборной Казахстана.

## Достижения

### Командные
«Металлург» Лиепая
- Чемпион Латвии: 2009

«Рига»
- Чемпион Латвии: 2018
- Обладатель Кубка Латвии: 2018

### Личные
- Лучший бомбардир чемпионата Латвии: 2010 (вместе с Натаном Жуниором; 18 голов)